# مللون‌‌مکی
مِلْلون‌مَکی (به فنلاندی: Mellunmäki) یک منطقهٔ مسکونی در فنلاند است که در هلسینکی واقع شده‌است. مللون‌مکی ۲٫۲۳ کیلومتر مربع مساحت و ۸٬۵۰۰ نفر جمعیت دارد.